# Венгожево
Венгоже́во (пол. Węgorzewo, раніше Węgobork, нім. Angerburg, лит. Ungura) — місто в північно-східній Польщі. Адміністративний центр Венґожевського повіту Вармінсько-Мазурського воєводства.
В місті діє парафія Чесного Хреста УГКЦ.

## Демографія
Демографічна структура станом на 31 березня 2011 року:
|          | Загалом | Допрацездатний вік | Працездатний вік | Постпрацездатний вік |
| -------- | ------- | ------------------ | ---------------- | -------------------- |
| Чоловіки | 5871    | 1049               | 4216             | 606                  |
| Жінки    | 5878    | 951                | 3525             | 1402                 |
| Разом    | 11749   | 2000               | 7741             | 2008                 |